# Leptocyclopodia ferrarii
Leptocyclopodia ferrarii är en tvåvingeart som först beskrevs av Camillo Rondani 1878.  Leptocyclopodia ferrarii ingår i släktet Leptocyclopodia och familjen lusflugor. Inga underarter finns listade i Catalogue of Life.